# مارفن فيليبس
مارفن فيليبس (بالإنجليزية: Marvin Phillips)‏ مواليد 28 ديسمبر 1983 في جاكسونفيل، هو لاعب كرة سلة أمريكي سابق. بدأ مسيرته الاحترافية في سنة 2005. لعب في الدوري الفرنسي لكرة السلة الدرجة الثانية. حمل الرقم 6. يبلغ طوله 6 قدم 7 بوصة (2.0 م). لعب مع آيوا إنرجي في دوري الرابطة الوطنية لفئة التطوير وفورت واين ماد أنتس.

## روابط خارجية
- مارفن فيليبس على موقع كرة السلة الأوروبية.كوم (الإنجليزية)
- مارفن فيليبس على موقع ريلجم (الإنجليزية)
- مارفن فيليبس على موقع بروبوليرز (الإنجليزية)
- مارفن فيليبس على موقع سبورتس رفرنس (الإنجليزية)